# Hookstown
Hookstown es un borough ubicado en el condado de Beaver en el estado estadounidense de Pensilvania. En el año 2000 tenía una población de 152 habitantes y una densidad poblacional de 494 personas por km².

## Geografía
Hookstown se encuentra ubicado en las coordenadas 40°35′56″N 80°28′27″O / 40.59889, -80.47417.

## Demografía
Según la Oficina del Censo en 2000 los ingresos medios por hogar en la localidad eran de $27,500 y los ingresos medios por familia eran $40,208. Los hombres tenían unos ingresos medios de $47,969 frente a los $25,000 para las mujeres. La renta per cápita para la localidad era de $16,499. Alrededor del 6.6% de la población estaba por debajo del umbral de pobreza.